# 1541

## Naslov poglavja
1541 (MDXLI) je bilo navadno leto, ki se je po julijanskem koledarju začelo na soboto.

## Dogodki
- Turki zavzamejo Ogrsko.

## Rojstva
Neznan datum
- Pierre Charron, francoski filozof († 1603)

## Smrti
- 24. september - Theophrastus Bombastus von Hohenheim Paracelsus, švicarski alkimist, zdravnik, okultist (* 1493)

Neznan datum
- Gazi Husrev-beg, osmanski guverner Bosne (* 1480)